# 여형사 페퍼
《여형사 페퍼》(영어: Police Woman)은 NBC에서 1974년 9월 13일부터 1978년 3월 29일까지 방영한 미국의 경찰물 드라마이다.
한국에서는 1975년부터 MBC에서 방영하였다.

## 개요
로스앤젤레스 경찰국 범죄 음모 부서 소속 페퍼 앤더슨 경사가 잠입 수사를 통해 살인, 강간, 마약밀매 등 다양한 범죄를 해결하는 활약상을 그린다. 페퍼는 매춘부, 간호사, 교사, 승무원, 수감자, 무용수, 종업원 등 각종 직군으로 위장해 범죄 용의자에게 가까이 접근하여 범인 체포로 이어지는 중요 정보를 획득한다.

## 출연진
- 앤지 디킨슨 - "페퍼" 앤더슨 경사 역
- 얼 홀리먼 - 윌리엄 "빌" 크롤리 경사, 직속 상사 역
- 찰스 디어콥 - 피트 로이스터, 동료 팀원 역
- 에드 버나드 - 조 스타일스, 동료 팀원 역